# Spermacoce fruticosa
Spermacoce fruticosa là một loài thực vật có hoa trong họ Thiến thảo. Loài này được (Standl.) Govaerts miêu tả khoa học đầu tiên năm 1996.